# Tympanocryptis fortescuensis
Espèce
Statut de conservation UICN

 LC  : Préoccupation mineure
Tympanocryptis fortescuensis est une espèce de sauriens de la famille des Agamidae.

## Répartition
Cette espèce est endémique du Pilbara en Australie-Occidentale.

## Étymologie
Son nom d'espèce, composé de fortescu et du suffixe latin -ensis, « qui vit dans, qui habite », lui a été donné en référence au lieu de sa découverte, la Fortescue River.

## Publication originale
- Doughty, Kealley, Shoo & Melville, 2015 : Revision of the Western Australian pebble-mimic dragon species-group (Tympanocryptis cephalus: Reptilia: Agamidae). Zootaxa, no 4039 (1), p. 85–117.